# Nabrzeże Złotników 36 w Paryżu
36, quai des Orfèvres – paryski adres mający swoje miejsce w kulturze francuskiej.
W miejscu tym nad Sekwaną na wyspie Cité, stoi budynek Komendy regionalnej Policji Sądowej (kryminalnej) Paryskiej Prefektury Policji.

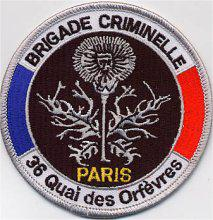
Odznaka Policji kryminalnej Paryża

Pod adresem tym znajdują się wydziały kryminalny i dowództwo sił interwencyjnych (do walki z przestępczością zorganizowaną) Policji paryskiej.

## Miejsce wpopkulturze
Budynek był wielokrotnie miejscem akcji umieszczanym w dziełach francuskiej popkultury, m.in. w filmach:
Quai des Orfèvres Henri-Georges Clouzota z 1947 r. i 36 Quai des Orfèvres Oliviera Marchala z 2004 r., czy też w książkach o komisarzu Maigret.